# Podolica
La podolica est une race bovine italienne.

## Origine
C'est une race ancienne, qui est restée la plus proche de la souche originale, la grise des steppes, venue d'Ukraine à l'époque des grandes invasions. Son nom vient d'ailleurs de la région ukrainienne de Podolie. Elle est à l'origine de la plupart des races rustiques italiennes. Un premier herd-book a été ouvert en 1937, mais, elle a subi ensuite l'influence de taureaux simmental, brun, chianina ou encore romagnola ou marchigiana. Le type est dilué et hétérogène, jusqu'à la réouverture du livre généalogique en 1969.
Son effectif, en décroissance, est restreint et compte environ 11 300 vaches et 124 taureaux inscrits au registre créé. En revanche, la population apparentée, croisée avec des races locales est beaucoup plus importante, de l'ordre de 130 000 animaux. On la trouve essentiellement dans les zones intérieures du centre et du sud de la péninsule italienne (Basilicate, Calabre, Campanie, Pouilles).

## Morphologie

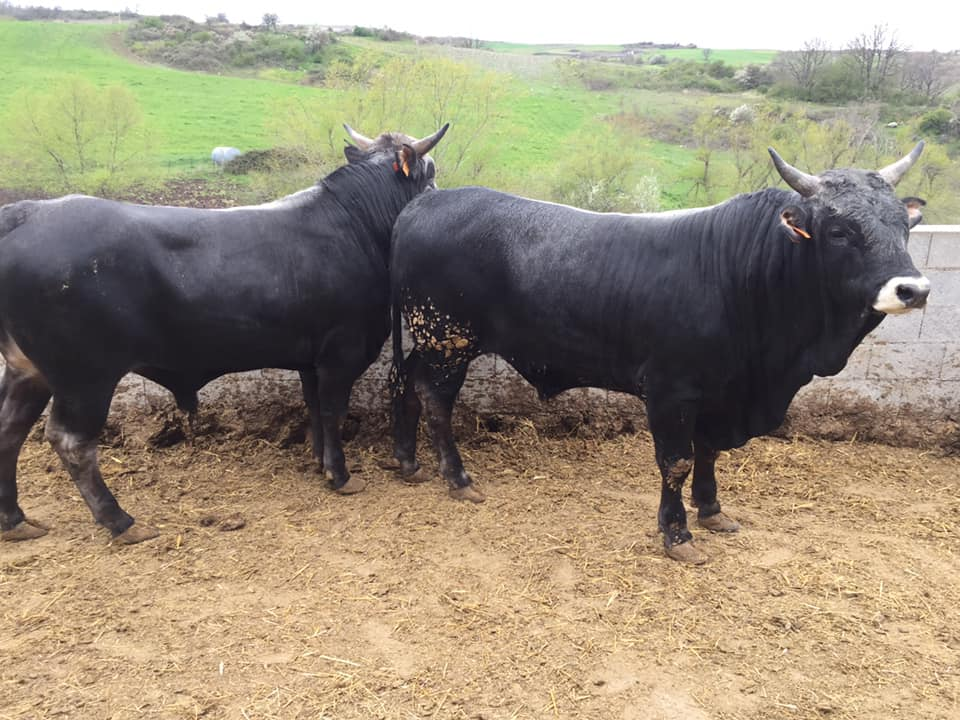
Deux taureaux podolica.

Elle porte une robe gris clair, tendant parfois au blanc, chez les femelles, nettement plus sombre chez les mâles. Les veaux sont blond froment jusqu'à l'âge de six mois environ. Les muqueuses sont sombres. Les cornes, blanches à pointe grise, relativement longues, de 70 cm à 1 m sont en demi-lune chez les taureaux et en forme de lyre chez les vaches.
C'est une race de moyen format et légère, la hauteur au garrot moyenne est de 130 cm chez les femelles, 150 cm chez les mâles et le poids moyen respectivement de 400 et 700 kg.

## Aptitudes
C'est une race mixte. Autrefois élevée principalement comme animal de trait, elle a réussi sa reconversion en race mixte, pour la production de viande et secondairement de lait. Son lait, 1 300 kg par lactation, sert notamment à la production du caciocavallo Silano, fromage fermenté à pâte filée produit à partir de lait entier. Sa viande est tendre, savoureuse et peu grasse.
C'est une race très rustique : 
- elle demande peu de soins.
- elle est capable de valoriser des parcours de fourrages grossiers, voire broussailleux, dans les zones semi-arides, que d'autres races ne pourraient exploiter.